# Hospital Antônio Prudente
O Hospital Antônio Prudente (HAP) é um hospital instalado em Fortaleza. Depois de sua fundação em 1979, várias reformas foram ampliando o hospital até que em 1993 a direção do mesmo criou o sistema de planos de saúde Hapvida.
Localizado na Avenida Aguanambi, no Bairro de Fátima.
O Antônio Prudente abriga uma estrutura com 200 leitos, sendo 48 UTIs. Foi o primeiro hospital da capital cearense a possuir uma UTI neonatal.
Suas iniciais (HAP) deram origem ao nome da Hapvida Saúde, a terceira maior operadora de planos de saúde do Brasil.